# Южноафриканская щитковая кобра
Южноафриканская щитковая кобра (лат. Aspidelaps lubricus) — ядовитая змея из семейства аспидов (Elapidae).
Общая длина колеблется от 50 до 80 см. Голова короткая. Глаза округлые. Туловище толстое с гладкой чешуёй. Большие треугольные щитки покрывают сверху переднюю часть головы. Голова красноватая с двумя чёрными полосами вокруг неё, одна проходит через глаза, а другая на уровне шеи. Туловище оранжевого или розового цвета с чёрными поперечными полосами.
Любит сухие травянистые, скалистые участки, полупустыни. Активна ночью. Питается мелкими пресмыкающимися и мелкими млекопитающими.
Яйцекладущая змея. Самка летом откладывает 3—11 яиц, из которых появляются детёныши длиной 17—18 см.
Яд имеет нейротоксическое свойство, однако умеренной силы. Случаи смерти людей крайне редки.
Вид распространён в западных районах Южной Африки (Капская провинция и Намибия), на юге Анголы.